# Тули
Тули су насељено мјесто у граду Требиње, Република Српска, БиХ. Према попису становништва из 1991. у насељу је живјело 54 становника.

## Географија
Клима у месту Тули је медитеранска због близине Јадранског мора.

## Становништво
| Демографија | Демографија | Демографија |
| Година      | Становника  | Становника  |
| ----------- | ----------- | ----------- |
| 1991.       | 54          |             |